# كونستانس ماري شاربنتييه
كونستانس ماري شاربنتييه (بالفرنسية: Constance-Marie Charpentier)‏ هي رسامة فرنسية، ولدت في 4 أبريل 1767 في باريس في فرنسا، وتوفي بنفس المكان في 3 أغسطس 1849.